# Dan al II-lea
Dan al II-lea (n. secolul al XIV-lea – d. 1 iunie 1432, Țara Românească, România) a fost domnul Țării Românești între toamna lui 1422 și 1426; primăvara lui 1427 și 1431. A fost totodată duce (în germană herțeg) al Amlașului și Făgărașului. Este unul din domnii mai puțin cunoscuți de publicul românesc, dar care s-a distins prin calități militare deosebite și abnegație în lupta antiotomană și care a avut relații strânse de colaborare cu regatul Ungariei.

## Biografie
Dan al II-lea  a fost fiu al domnului Țării Românești Dan I. După datele disponibile se pare că în vremea domniei unchiului său Mircea cel Bătrân, Dan al II-lea a comandat un detașament muntean trimis de Mircea să lupte de partea pretendentului Musa (fiu al sultanului Baiazid).
Domnia pro-otomană a lui Radu al II-lea deci, implicit, scoaterea Țării Românești din alianța statelor creștine, nu a convenit regalității maghiare, care se vedea văduvită de un important aliat mai ales în contextul în care Imperiul otoman era în plină expansiune. Totuși nu doar sprijinul lui Sigismund de Luxemburg îl aduce pe tron pe Dan al II-lea, ci, conform cronicii lui Ducas, acesta vine de la Constantinopol cu o corabie la Cetatea Albă, beneficiind de sprijin financiar bizantin, unde se întâlnește cu boieri munteni anti-otomani și recrutează mercenari bulgari și din Transilvania, după care pornește o campanie militară pe cont propriu în toamna lui 1422 ce are eventual drept rezultat înfrângerea și alungarea vărului său. Astfel la 22 octombrie era deja înscăunat și cerea sprijin regelui maghiar pentru menținerea domniei, în folosul țării și al creștinătății și acceptul de a bate monedă.
Ca răspuns la cererile voievodului muntean, Sigismund îi poruncește comitelui de Timiș, Pippo Spano să stea la dispoziția lui Dan, cerându-i în schimb omagiul de vasalitate și redarea vechilor privilegii brașovenilor. Luptele ce au urmat în iarna dintre anii 1422 și 1423 au culminat cu o mare victorie la 23 februarie când se spune că ar fi rămas pe câmpul de luptă 36.000 de turci.
În 1428, Dan participă cu 6000 de călăreți alături de Sigismund de Luxemburg la asediul cetății otomane Golubăț din Serbia, de pe malul drept al Dunării. Asediul a eșuat, trupele creștine retrăgându-se pe malul bănățean. În retragere a căzut prizonier la turci și a fost executat condotierul polonez Zawisza Czarny. 
După înfrângerea din 1428 Dan este nevoit sa facă pace cu otomanii și să reia plata tributului, foarte probabil după ce anii de războaie au afectat sever populația și economia Țării Românești. Din păcate aceasta a dus la răcirea relațiilor cu regele-împărat Sigismund I al Ungariei și Germaniei, Dan al II-lea fiind înlăturat de la putere înainte de iunie 1431 de Alexandru Aldea, cu sprijin militar de la Alexandru cel Bun, în urma a 2 expediții muntene eșuate de a recupera cetatea Chilia ce au avut loc după 1429.